# Міттагшпіц
Міттагшпіц (нім. Mittagspitz) — гора в Ліхтенштейні, висотою — 1 857 м. Ця гора належить до гірського масиву Ретікон в Східних Альпах, поблизу швейцарсько-ліхтенштейнського пограниччя.
Гора розташована в південній частині Ліхтенштейну. На південь від столиці країни — Вадуца, в її підніжжі розкинулися комуни-община Бальцерс та Трізен.